# Jürgen Müller (Handballspieler)
Jürgen Müller (* 3. Dezember 1986 in Nürnberg) ist ein ehemaliger deutscher Handballtorwart. Er ist 1,95 m groß und wiegt 95 Kilogramm.

## Karriere
Jürgen Müller spielte in der Jugend zunächst für die HSG Schramberg/Sulgen. 2003 wechselte er zum damaligen Zweitligisten HBW Balingen-Weilstetten, mit der er 2006 in die Bundesliga aufstieg. Mit einem Zweitspielrecht spielte er 2006 auch beim Zweitliga-Aufsteiger TV Bittenfeld. Nachdem Müller in der Saison 2007/08 beim HSV Hamburg sowie per Zweitspielrecht beim TSV Altenholz im Tor stand, spielte er zwei Jahre für den SC Magdeburg Gladiators. 2010 wechselte Müller zum schwedischen Klub Ystads IF HF. Seit der Saison 2012/13 spielte er erneut in der 2. Liga beim TV Bittenfeld. Zur Saison 2015/16 wechselte er vom 1. Liga Aufsteiger TV Bittenfeld zum 2. Liga Aufsteiger VfL Eintracht Hagen. Im Sommer 2016 verließ er Hagen. Ab der Saison 2017/18 stand er beim SG BBM Bietigheim unter Vertrag. Im Sommer 2020 wechselte er zum Drittligisten HC Oppenweiler/Backnang. Dort beendete er im Jahr 2024 seine Karriere und übernahm den Co-Trainer- und Torwarttrainerposten. Seit dem Januar 2025 ist er zusätzlich bei der SG BBM Bietigheim als Torwarttrainer tätig.
Jürgen Müller spielte 35-mal für die Junioren- und 45-mal für die Jugend-Nationalmannschaft. Er bestritt bisher ein Länderspiel für Deutschland.

## Erfolge
- Europameister mit der deutschen U-19 Nationalmannschaft 2005
- Bundesligaaufstieg mit HBW Balingen-Weilstetten 2006
- Junioren-Europameister 2006
- Junioren-Vizeweltmeister 2007
- DHB-Pokalfinalist 2008
- 2. Platz in der schwedischen Liga 2012
- Bundesligaaufstieg mit TV Bittenfeld 2015
- Bundesligaaufstieg mit SG BBM Bietigheim 2018